# Chính sách thị thực của Bắc Síp
Hầu hết du khách đến Bắc Síp không cần xin thị thực từ trước để ghé thăm ngắn hạn.

## Chính sách thị thực
Công dân của tất cả các quốc gia có thể đến mà không cần thị thực lên đến 90 ngày trừ công dân của các quốc gia sau:
- Armenia
- Nigeria

Họ phải xin thị thực tại một trong những phái bộ ngoại giao Bắc Síp.
Thị thực tại cửa khẩu được cấp khi đi qua từ Nam Síp cho tới tháng 5 năm 2015.
Du khách chỉ có ít hơn 90 ngày ở lại, nếu muốn ở lại lâu hơn có thể xin gia hạn tại Cục Nhập cư của trụ sở công an. Để ở lâu hơn 90 ngày, họ phải đi ra vào lại quốc gia này. Người ở quá hạn sẽ bị phạt (100,23 lira Thổ Nhĩ Kỳ mỗi ngày) và sẽ phải trả trong lần nhập cảnh lại trong tương lai.

## Miễn hộ chiếu
Đối với khách du lịch đến đây lên đến 90 ngày, công dân của
- Thổ Nhĩ Kỳ
- Liên minh Châu Âu

có thể vào TRNC bằng thẻ căn cước thay vì hộ chiếu.